# 박채서
박채서(?~)는 흑금성이라는 이름으로 1990년대에 활동한 대한민국의 공작원으로, 조선민주주의인민공화국에 잠입해 활동했다.